# Агиртрія прибережна
Аги́ртрія прибере́жна (Chrysuronia leucogaster) — вид серпокрильцеподібних птахів родини колібрієвих (Trochilidae). Мешкає в Південній Америці.

## Опис

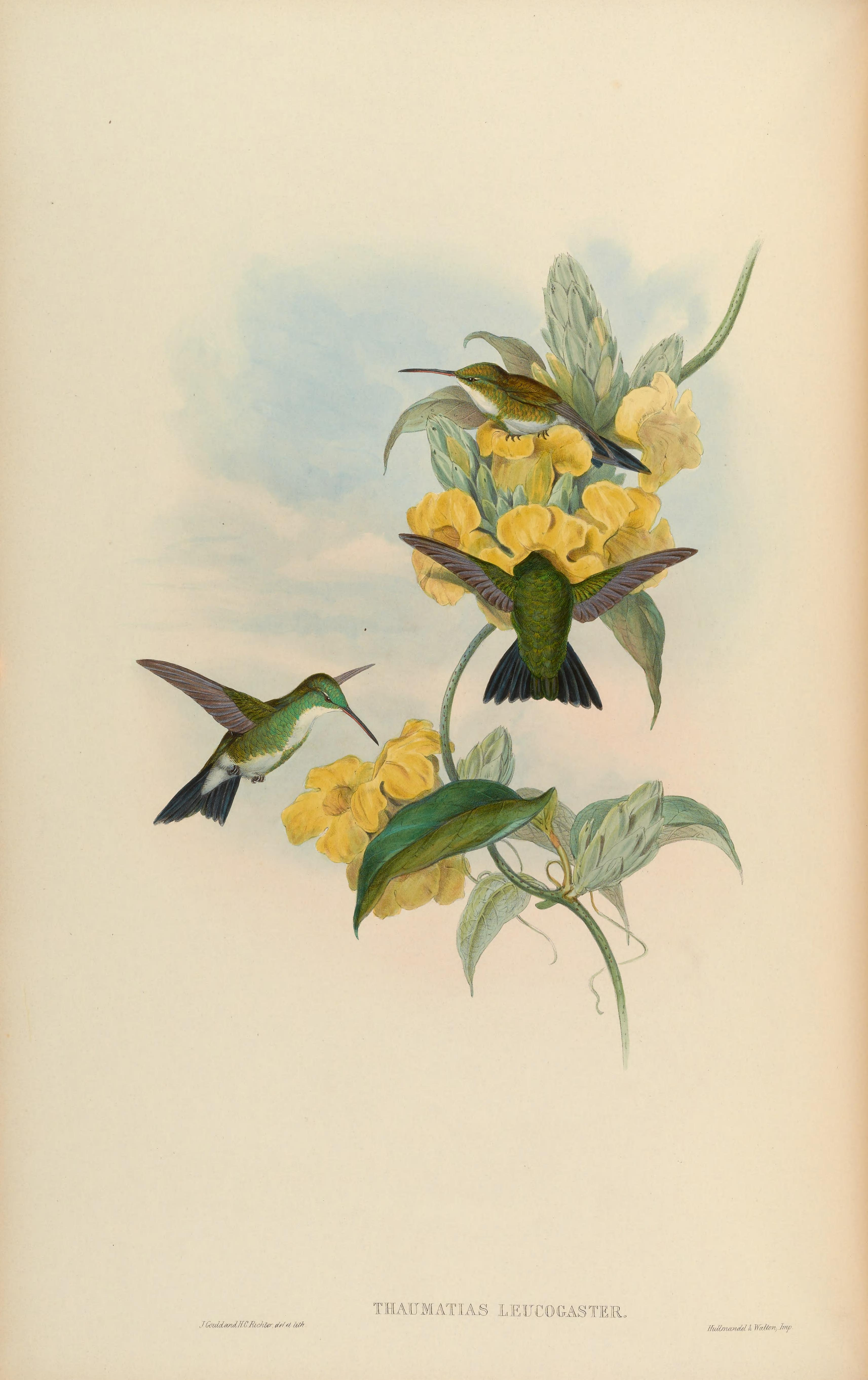
Прибережні агиртрії

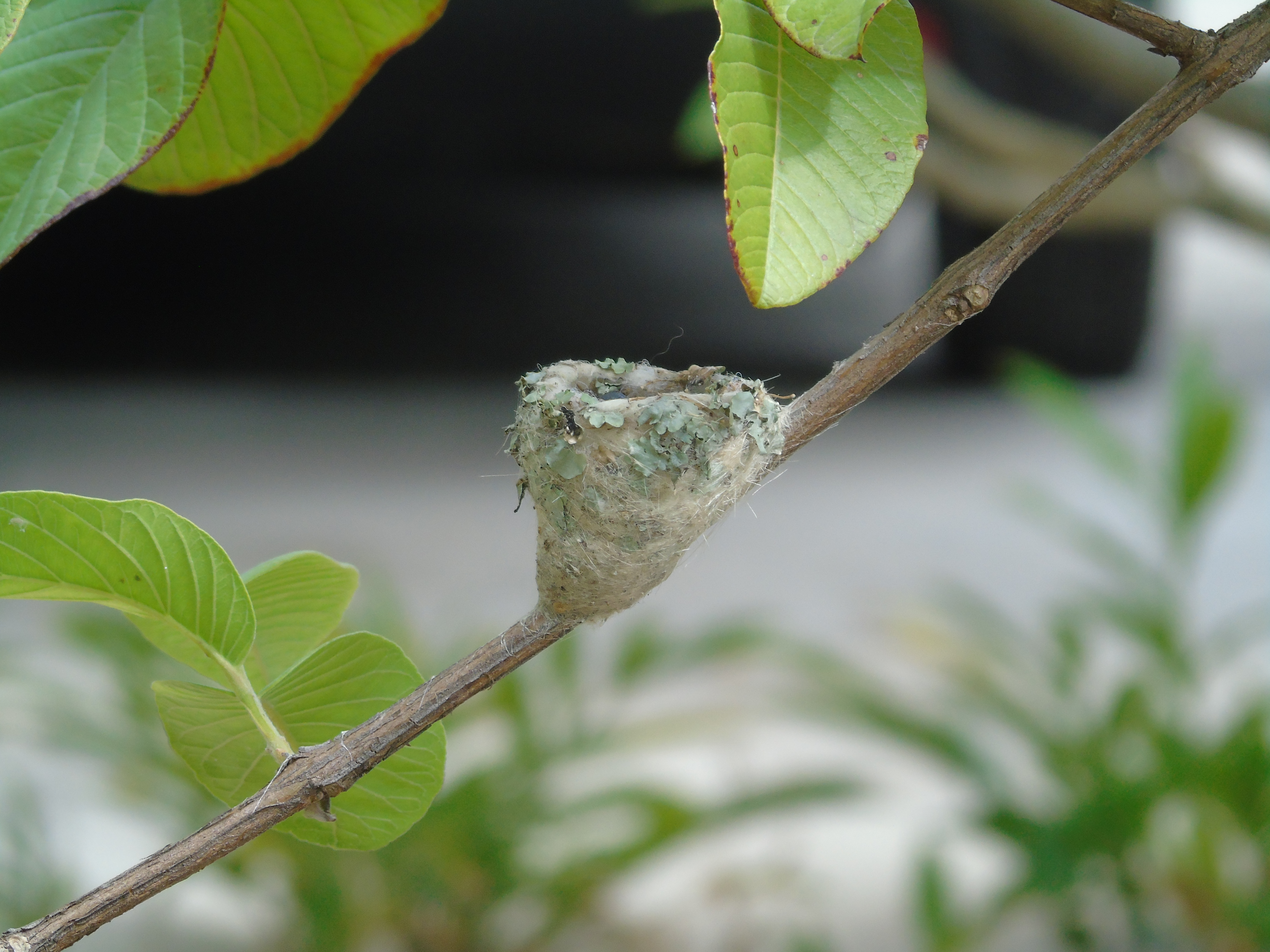
Гніздо прибережної агиртрії

Довжина птаха становить 9—10 см, самці важать 4—4,5 г, самиці 4,3 г. У самців номінативного підвиду тім'я і шия з боків зелені, блискучі. Решта верхньої частини тіла, боки і горло з боків золотисто-зелені або бронзово-зелені. Центральна частина горла і решта нижньої частини тіла біла. Центральні стернові пера бронзово-зелені або бронзово, крайні стернові пера синювато-чорні. Дзьоб короткий, прямий або легко вигнутий, чорнуватий, знизу біля основи червоний.
Самиці мають подібне забарвлення, горло з боків у них поцятковане зеленими плямами, стернові пера мають сірувато-зелені кінчики. забарвлення молодих птахів є подібне до забарвлення самиць, однак пера на спині у них мають коричнюваті краї. У представників підвиду C. l. bahiae бронзовий відтінок в їх оперенні менш виражений.

## Підвиди
Виділяють три підвиди:
- C. l. leucogaster (Gmelin, JF, 1788) — від північної східної Венесуели (південний схід Сукре, північний схід Монагаса, Дельта-Амакуро) через узбережжя Гвіани до північно-східного узбережжя Бразилії (на схід до Мараньяна, іноді до Піауї);
- C. l. bahiae (Hartert, EJO, 1899) — східне узбережжя Бразилії (Пернамбуку, Алагоас, Сержипі, Баїя, місцями Еспіріту-Санту).

## Поширення і екологія
Прибережні агиртрії мешкають у прибережних районах Венесуели, Гаяни, Суринаму, Французької Гвіани і Бразилії. Вони живуть у різноманітних напіввідкритих і відкритих ландшафтах, зокрема в мангрових лісах, в серрадо і каатинзі, на плантаціях, в парках і садах. Птахи зустрічаються переважно на рівні моря, у Венесуелі місцями на висоті до 250 м над рівнем моря.
Прибережні агиртрії живляться нектаром різноманітних квітучих дерев, чагарників і трав'янистих рослин з родин бобових, вошизієвих, бананових, акантових, геліконієвих, біньйонієвих, мальвових, бромелієвих, анакардієвих, вербенових і пасифлорових. Крім того, вони живляться дрібними комахами, яких вони ловлять в польоті. Сезон розмноження у прибережних агиртрій у Гаяні триває з липня по серпень, на північному сході Бразилії з жовтня по грудень. Гніздо чашоподібне, робиться з рослинних волокон і листя, зовні покривається лишайником, розміщується на горизонтальній гілці або в розвилці між гілками, на висоті 5 м над землею. В кладці 2 яйця розміром 13,6×9 мм і вагою 0,43 г. Інкубаційний період триває 14 днів, пташенята покидають гніздо через 20—25 днів після вилуплення.